# Tommaso Plantageneto, I conte di Norfolk
Tommaso Plantageneto, I conte di Norfolk (Brotherton, 1º giugno 1300 – Castello di Framlingham, 4 agosto 1338), fu un nobile inglese appartenente alla Casa reale dei Plantageneti, in quanto figlio di re Edoardo I.

## Biografia

### Infanzia
Tommaso nacque a Brotherton, un maniero ormai distrutto, nello Yorkshire, dal luogo di nascita prese il suo cognome, mentre il nome viene da Thomas Becket che la madre aveva pregato durante la gravidanza. Era figlio primogenito di Edoardo I e della sua seconda moglie Margherita di Francia. L'anno dopo nacque suo fratello Edmondo, l'ultimo figlio del re che non sopravvisse a lungo dopo la loro nascita, Edoardo I d'Inghilterra morì infatti nel 1307 lasciando il trono al fratellastro di Tommaso, Edoardo II d'Inghilterra.

### Conte di Norfolk
Poco dopo la morte del padre Tommaso si vide privato del titolo di Conte di Cornovaglia che il nuovo re attribuì al favorito Pietro Gaveston, tuttavia il fratellastro non lo dimenticò, nel 1312 venne creato Conte di Norfolk e nel 1316 del titolo di Maresciallo d'Inghilterra. Edoardo II d'Inghilterra doveva fidarsi abbastanza di lui, tanto da affidargli il compito di proteggere il regno mentre egli combatteva in Scozia, tuttavia Galveston prima e i Despenser dopo, che privarono Tommaso di altre terre, lo posero contro il fratello spingendolo ad allearsi con Isabella di Francia e con il suo amante Ruggero Mortimer, I conte di March allo scopo di detronizzarlo. Li appoggiò nell'invasione del paese compiuta nel 1326 e fu uno dei giudici nel processo contro i Despenser. 

### Ultimi anni e morte
Quando salì al trono il nipote Edoardo III d'Inghilterra Tommaso ne divenne uno dei più fidati consiglieri e, in veste di Maresciallo, condusse alla vittoria l'esercito inglese contro l'esercito scozzese che lottava per la piena indipendenza del proprio paese.
Tommaso si sposò due volte e quando morì nel 1338 lasciò tre figli viventi.
Da Tommaso Brotherton discendono due delle mogli di Enrico VIII d'Inghilterra, Anna Bolena e Caterina Howard.

## Discendenza
Tommaso di Brotherton ebbe:
- Edoardo di Norfolk (1320 circa -1334);
- Margaret, duchessa di Norfolk (1320 circa - 1397);
- Alice di Norfolk (1324-1352).

## Ascendenza
|                          |                     |                                    | Genitori                           |  |  | Nonni |  |  | Bisnonni               |  |  | Trisnonni               |  |
|                          |                     |                                    |                                    |  |  |       |  |  | Giovanni d'Inghilterra |  |  | Enrico II d'Inghilterra |  |
|                          |                     |                                    |                                    |  |  |       |  |  | Giovanni d'Inghilterra |  |  | Enrico II d'Inghilterra |  |
|                          |                     | Eleonora d'Aquitania               |                                    |  |  |       |  |  | Giovanni d'Inghilterra |  |  |                         |  |
| Enrico III d'Inghilterra |                     |                                    |                                    |  |  |       |  |  | Giovanni d'Inghilterra |  |  |                         |  |
|                          |                     | Isabella d'Angoulême               | Ademaro III d'Angoulême            |  |  |       |  |  |                        |  |  |                         |  |
|                          |                     | Isabella d'Angoulême               | Ademaro III d'Angoulême            |  |  |       |  |  |                        |  |  |                         |  |
|                          |                     | Isabella d'Angoulême               | Alice di Courtenay                 |  |  |       |  |  |                        |  |  |                         |  |
| Edoardo I d'Inghilterra  |                     | Isabella d'Angoulême               |                                    |  |  |       |  |  |                        |  |  |                         |  |
|                          |                     | Raimondo Berengario IV di Provenza | Alfonso II di Provenza             |  |  |       |  |  |                        |  |  |                         |  |
|                          |                     | Raimondo Berengario IV di Provenza | Alfonso II di Provenza             |  |  |       |  |  |                        |  |  |                         |  |
|                          |                     | Raimondo Berengario IV di Provenza | Garsenda di Provenza               |  |  |       |  |  |                        |  |  |                         |  |
| Eleonora di Provenza     |                     | Raimondo Berengario IV di Provenza |                                    |  |  |       |  |  |                        |  |  |                         |  |
|                          |                     | Beatrice di Savoia                 | Tommaso I di Savoia                |  |  |       |  |  |                        |  |  |                         |  |
|                          |                     | Beatrice di Savoia                 | Tommaso I di Savoia                |  |  |       |  |  |                        |  |  |                         |  |
|                          |                     | Beatrice di Savoia                 | Margherita di Ginevra              |  |  |       |  |  |                        |  |  |                         |  |
| Tommaso di Brotherton    |                     | Beatrice di Savoia                 |                                    |  |  |       |  |  |                        |  |  |                         |  |
|                          | Luigi IX di Francia | Luigi VIII di Francia              |                                    |  |  |       |  |  |                        |  |  |                         |  |
|                          | Luigi IX di Francia | Luigi VIII di Francia              |                                    |  |  |       |  |  |                        |  |  |                         |  |
|                          | Luigi IX di Francia | Bianca di Castiglia                |                                    |  |  |       |  |  |                        |  |  |                         |  |
| Filippo III di Francia   | Luigi IX di Francia |                                    |                                    |  |  |       |  |  |                        |  |  |                         |  |
|                          |                     | Margherita di Provenza             | Raimondo Berengario IV di Provenza |  |  |       |  |  |                        |  |  |                         |  |
|                          |                     | Margherita di Provenza             | Raimondo Berengario IV di Provenza |  |  |       |  |  |                        |  |  |                         |  |
|                          |                     | Margherita di Provenza             | Beatrice di Savoia                 |  |  |       |  |  |                        |  |  |                         |  |
| Marguerite di Francia    |                     | Margherita di Provenza             |                                    |  |  |       |  |  |                        |  |  |                         |  |
|                          |                     | Enrico III di Brabante             | Enrico II di Brabante              |  |  |       |  |  |                        |  |  |                         |  |
|                          |                     | Enrico III di Brabante             | Enrico II di Brabante              |  |  |       |  |  |                        |  |  |                         |  |
|                          |                     | Enrico III di Brabante             | Maria di Svevia                    |  |  |       |  |  |                        |  |  |                         |  |
| Maria di Brabante        |                     | Enrico III di Brabante             |                                    |  |  |       |  |  |                        |  |  |                         |  |
|                          |                     | Alice di Borgogna                  | Ugo IV di Borgogna                 |  |  |       |  |  |                        |  |  |                         |  |
|                          |                     | Alice di Borgogna                  | Ugo IV di Borgogna                 |  |  |       |  |  |                        |  |  |                         |  |
|                          |                     | Alice di Borgogna                  | Yolanda di Dreux                   |  |  |       |  |  |                        |  |  |                         |  |
|                          |                     | Alice di Borgogna                  |                                    |  |  |       |  |  |                        |  |  |                         |  |